# Thomas Ridley Prentice
Thomas Ridley Prentice (Paslowhall Ongar, 6 de juliol de 1842 - Hampstead, 15 de juliol de 1895) fou un pianista i compositor anglès.
Estudià en la Royal Academy of Music de Londres, de la que en va ser professor, i després organista d'una església i, finalment, professor de piano de la Guildhall School i del Conservatori Blackheath. Va compondre gran nombre d'obres per a cant i piano.